# Leuven Bears
Leuven Bears om sponsorredenen ook Stella Artois Leuven Bears genaamd is een basketbalploeg uit de Belgische stad Leuven, die van 2003 tot 2021 in de Pro Basketball League speelde vanaf dan in de BNXT League.

## Geschiedenis

### Wilsele
Op 12 mei 1964 werd Hermes Wilsele opgericht door enkele leerkrachten van de R.M.S. (Rijksmiddelbare School Wilsele). In het seizoen 1964-1965 werd gestart in de laagste provinciale reeks (3de prov.). In het seizoen 1975-1976 werd de kampioenstitel behaald in 3de provinciale. Deze stap omhoog was niet de eerste. Vanaf het seizoen 1980-1981 speelde Hermes Wilsele in de nationale reeksen en in 1985 werd het kampioen in 4de nationale.
Na enkele seizoenen in 3de klasse degradeerde Hermes begin jaren 90 eerst naar 4de nationale en later (1994) zelfs terug naar het provinciale niveau. Daarom werd het ambitieuze plan WILSELE 2000 opgesteld. Hoofdpunt van dit plan was om Hermes tegen het jaar 2000 terug te krijgen in de 3de nationale reeks.
De eerste stap werd in het seizoen 1995-1996 gezet met de promotie naar 4de nationale. Na twee seizoenen in deze reeks, werd het seizoen 1997-1998 afgesloten met de promotie naar 3de nationale.
In 2000 werd Integrated Netwerk Solutions de naamsponsor, en werd de naam INS Basket Wilsele. In respectievelijk 2001 en 2003 speelde INS Basket Wilsele kampioen in 3de en 2de klasse waardoor het kon promoveren naar 1ste nationale. Dit zorgde voor een probleem aangezien er nu 2 Leuvense ploegen in de hoogste afdeling zouden gaan spelen. Een fusie drong zich op.

### Leuven

#### Beginjaren
De geschiedenis van het Leuvense basket gaat terug tot de jaren 50. Er waren toen 3 ploegen: Tempo Leuven, U.C. Leuven  en "De Lo" uit Kessel-Lo. Deze laatste speelde hun wedstrijden in de wijk Casablanca  in de open lucht. Toen het Leuvense park De Bruul werd opgericht verhuisde de ploeg gedwongen hiernaartoe. Na 4 jaar moest de club stoppen wegens geldproblemen. Maar anderhalf jaar later verhuisden ze opnieuw naar de wijk Casablanca onder een nieuwe naam: JoBaCa, een afkorting van: ‘Jonge Basketters Casablanca’  Deze heropstart werd meteen een succes. Elk jaar werden ze kampioen en zo stegen ze van tweede provinciale naar vierde klasse. Dit zorgde voor een probleem: vanaf vierde nationale klasse moest er gespeeld worden in een zaal en niet in de open lucht.
Tempo werd opgericht in 1952 door enkele militairen uit Heverlee, in de beginjaren waren de spelers zelfs uitsluitend militairen. Na drie jaren werd de ploeg uitgebreid door de opslorping van U.C. Leuven. De thuiswedstrijden werden 's zondags gespeeld op het De Becker Remy plein. In het seizoen 1960-1961 werd Tempo kampioen in eerste provinciale en beukte zo de poort van de nationale afdelingen in. Op het einde van het seizoen 1965-1966 promoveerde Tempo naar Derde Nationale. Op het einde van de jaren 70
werd er verhuist van het plein op het De Becker Remy plein naar de sporthal Rijschool te Leuven.

#### De eerste fusie
Op 1 Mei 1980 ging JoBaCa Kessel-Lo in op het voorstel van Tempo Leuven om te fuseren.  De nieuwe club kreeg de naam Standard AHZ Leuven mee en speelde onder het stamnummer 754 van Tempo in de kleuren rood-wit. De thuisbasis werd de sporthal Rijschool in Leuven waar er gespeeld werd voor 400 man. Het vrijgekomen stamnummer van JoBaCa werd opgekocht door de toenmalige tweede provincialer Omnia Leuven dat als Omnia Leuven 80 debuteerde op het nationale niveau in de vierde klasse. Nadat Omnia op het einde van het seizoen 1980-1981 degradeerde uit de nationale reeksen sloot het zich in 1981 bij de fusieploeg aan.  In enkele jaren tijd promoveerde Standard AHZ Leuven van derde naar eerste klasse. In het seizoen 1985-1986 speelde de ploeg voor het eerst in eerste klasse. De eerste competitiewedstrijd in de hoogste afdeling werd gespeeld op 12 oktober 1985 tegen Pepinster. Er werd verloren met 63-71. De eerste zege in eerste klasse viel één week later in en tegen BBC Gent: 77-87 . Eind jaren '80 werd er tijdelijk gespeeld in de feestzaal van de kazerne in Heverlee. Maar door problemen met de infrastructuur verhuisde de thuisbasis in 1988 naar het Redingenhof met een capaciteit van 1200 plaatsen. 
In 1990 en 1994 was Leuven verliezend finalist van de beker van België. Het verloor beide finales van Racing Mechelen. In de jaren 90 speelde Leuven een aantal Europese campagnes. De speciaalste wedstrijd was die tegen het Spaanse Fórum Valladolid van de legendarische litouwer Arvydas Sabonis in 1991. 
In het seizoen 2002-2003 speelde, de latere tweevoudige NBA kampioen met de LA Lakers, Didier Ilunga Mbenga op huurbasis bij Leuven.

#### De tweede fusie
In 2003 fuseerde Vastiau-Godeau Leuven (N1) met INS Basket Wilsele (N2). De samengestelde club werd omgedoopt tot Basket Groot Leuven (BGL). Deze overeenkomst werd gesloten op zondag 4 mei om 10 uur en werd officieel op 1 juli 2003. De naam Leuven werd behouden en in de beginjaren speelde de fusieclub in de groen-witte kleuren van Wilsele. Ook het stamnummer van Wilsele (1210) werd behouden. De fusieclub hanteerde volgende slogan: "Basket Groot Leuven, a handshake to succes". De thuiswedstrijden werden zondagnamiddag gespeeld in het Redingenhof. 
De eerste officiële wedstrijd van de fusieclub werd gespeeld op 23 september 2003 in en tegen Houthalen 2000. Het was een wedstrijd voor de 1/16de finale van de Belgische beker die werd gewonnen met 81-101. De eerste competitiezege van de fusieclub werd behaald op 12 oktober 2003 tegen Wevelgem: 83-80.
Eind 2004/begin 2005 verhuisde de ploeg naar een nieuwe thuisbasis: het SportPlaza, de huidige SportOase, na 17 jaar gespeeld te hebben in het Redingenhof. De eerste thuiswedstrijd in de nieuwe zaal werd gespeeld op 8 januari 2005. Er werd toen gewonnen tegen Antwerpen met 100-94.
In 2005 op paasmaandag 28 maart won het team de Beker van België in de eigen Leuvense SportPlaza. Het werd 87-80 tegen Spirou Charleroi in de finale van de Final Four. Na de wedstrijd gaf Charleroi hun flessen champagne aan Leuven, dat de overwinning niet had verwacht. De steunpilaren van de bekerploeg waren de befaamde "Drie H's": de Amerikanen Ian Hanavan en Kevin Houston samen met de Israëliër  Dror Hajaj. De Nederlander Eric Buis was de coach.
In het seizoen 2005-2006 speelde Leuven voor het eerst als fusieclub Europees. Het nam deel aan de FIBA Europacup in groep B met als tegenstanders: BC Zadar uit Kroatië, het Spaanse CB Gran Canaria en het Duitse Rhein Energy Keulen. Er werd thuis gewonnen tegen BC Zadar (81-74) en CB Gran Canaria (84-80) maar dit volstond niet om door te stoten. Op 1 november 2005 tijdens de Europese thuiswedstrijd tegen Keulen realiseerde Ian Hanavan als eerste Leuven speler van de fusieclub ooit een triple-double met 26 punten, 10 rebounds en 10 assists. 
In het seizoen 2006-2007 werd Leuven laatste in de Ethias League en moest de ploeg aanvankelijk degraderen naar tweede klasse. Maar omdat Royal Atomia Bruxelles niet de nodige sponsoring vond besliste die ploeg om te stoppen met spelen op professioneel niveau. Om deze reden mocht Leuven toch deelnemen aan de Ethias League op voorwaarde dat er niemand ging degraderen. 
In het seizoen 2008-2009 speelde Leuven voor het eerst in 16 jaar tijd nog eens de play-offs door de 6de plaats te behalen. Dit gebeurde door op de laatste speeldag van het reguliere seizoen een uitoverwinning te vieren in Oostende (64-80). Hierdoor werd Oostende 7de en speelde het voor het eerst in 16 jaar geen play-offs. Dit was de grootste prestatie van Leuven sinds de bekerwinst in 2005.
In 2009 veranderde de ploeg van naam. Basket Groot Leuven werd Leuven Bears omdat de vorige roepnaam "BGL" bij het brede publiek onbekend was. De inspiratie voor deze naamsverandering werd gevonden bij de supportersclub die al jaren bekendstond als "De Grizzlies" en later na de fusie als "Leuven Bears". Bovendien was de mascotte al verschillende jaren een beer.  De nieuwe clubkleuren werden zwart, wit en een beetje oranje. Sinds 2010 is AB Inbev de hoofdsponsor en werd de naam van het Leuvense pilsbier Stella Artois aan de ploegnaam toegevoegd. In het seizoen 2015-2016 speelde de ploeg voor het eerst met oranje truien. Begin 2017 volgde  Ferried Naciri  Stefan Sappenberghs op als headcoach en werd hij zo met zijn leeftijd van 27 jaar de jongste headcoach in de geschiedenis van het Belgische basketbal. Het vorige record stond op naam van Kristof Michiels (29 jaar) die in december 2012 interim-coach was bij Leuven tijdens de wedstrijd Luik-Leuven (75-85) na een schorsing van coach Jurgen Van Meerbeeck.
Begin 2018 werd Eddy Casteels aangesteld als de nieuwe coach, 15 jaar nadat zijn broer Louis ook anderhalf jaar deze functie had voor de fusie en hij in 2010 voor 9 maanden sportief manager was. Eddy Casteels combineerde zijn werk bij Leuven met de functie van bondscoach gedurende het seizoen 2017-2018.  In het seizoen 2018-2019 werd Jill Lorent assistent-coach van Eddy Casteels. Zij is pas de tweede vrouwelijke assistent-coach in eerste nationale van de Belgische basketgeschiedenis na Els Eerdekens bij Houthalen in seizoen 1987-1988.
Het seizoen 2019-2020 werd vroegtijdig beëindigd door de  coronacrisis . Leuven eindigde 6de in het klassement en had uitzicht op het behalen van de play-offs, voor het eerst sinds 2013. Twee spelers werden bekroond met een individuele prijs: Hugh Robertson werd Ster van de Coaches en Seppe D'Espallier behaalde de prijs "Belofte van het Jaar".
Leuven behaalde de 6de plaats in het seizoen 2020-2021 en speelde na 8 jaar nog eens de play-offs. In de beker van België werd de halve finale bereikt. Dit was van 2012 geleden.
In het seizoen 2021-2022 werd de BNXT League opgericht. In de eerste editie behaalde Leuven de Elite Gold en beëindigde deze als 3de overall. In de Belgische play-offs won Leuven de kwartfinale van Charleroi en zo haalde de fusieclub voor de eerste keer de halve finale van de nationale play-offs. In de halve finale werd Leuven na 5 wedstrijden uitgeschakeld door Mechelen. In de BNXT play-offs werd de kwartfinale bereikt.
In 2022-2023 bereikte Leuven de play-offs als 6de door de Elite Silver ongeslagen af te sluiten. Opnieuw stuitte Leuven op Mechelen in de kwartfinale van de play-offs.
Seizoen 2023-2024 is het laatste voor het coaching duo Casteels/Lorent. Leuven bereikt de halve finale van de beker van België en haalt via de Elite Silver voor de 4de opeenvolgende keer de play-offs. Op 1 mei 2024 in de gewonnen wedstrijd tegen Yoast United (60-81) lukte Jalen Tate een triple double met 13 punten, 10 rebounds en 10 assists. Hij is pas de 2de speler van de fusieclub (na Ian Hanavan) die hierin slaagt.
10 Jaar nadat hij assistent-coach (2012-2014) was tekende Kristof Michiels een contract voor 3 seizoenen als nieuwe headcoach. Hij is een Leuvenaar en heeft ooit nog de supportersclub mee opgericht. Onder leiding van Kristof Michiels bereikte Leuven in 2024-2025 voor de tweede keer in haar geschiedenis de finale van de Beker van België. 

### Namen
Mede door de veranderende hoofdsponsors, heeft de club in het verleden meerdere namen gekend.
- 1980–1985: Standard AHZ Leuven
- 1985–1986: Raiffeisen Leuven
- 1986–1989: Cera Leuven
- 1989–1992: Durox Leuven BC
- 1992–1998: ABB Leuven BBC
- 1998–1999: KBC Basket Leuven
- 1999–2001: Telindus Basket Leuven
- 2001–2003: Vastiau-Godeau Leuven
- 2003–2004: Vastiau Basket Groot Leuven (fusie met
- 2004–2007: Passe-Partout Basket Groot Leuven
- 2007–2009: Spotter Basket Groot Leuven
- 2009–2010: Passe-Partout Leuven Bears
- 2010–heden: Stella Artois Leuven Bears

## Coaches
Voor 2003
| Seizoen   | Coach                                                        |
| --------- | ------------------------------------------------------------ |
| 1980-1981 | John Huysecom                                                |
| 1981-1982 | G. Vael                                                      |
| 1982-1983 | John Van Crombruggen                                         |
| 1983-1984 | Wim Cluytens (na 5 wedstrijden ontslagen) Marcel Van Hee     |
| 1984-1985 | Louis Casteels (na 16 wedstrijden ontslagen) Leo Goyens      |
| 1985-1986 | Marcel Van Hee (na xx wedstrijden ontslagen) Luc Van Hille   |
| 1987-1991 | John Van Crombruggen                                         |
| 1991-1992 | Benny Mertens (na 4 wedstrijden ontslagen) Tony Souveryns    |
| 1992-1996 | Tony Souveryns                                               |
| 1996-1997 | Jan Eggens (na 12 wedstrijden ontslagen) Paul Rowe           |
| 1998-2000 | Paul Rowe                                                    |
| 2000-2002 | Julien Marnegrave (na 4 wedstrijden ontslagen) Filip Coulier |
| 2002-2003 | Louis Casteels                                               |

Na 2003 en fusie
| Seizoen   | Coach                                    |
| --------- | ---------------------------------------- |
| 2003-2004 | Chris De Pauw                            |
| 2004-2007 | Eric Buis                                |
| 2007-2008 | Yakov Gino                               |
| 2008-2010 | Ivica Skelin                             |
| 2010-2015 | Jurgen Van Meerbeeck                     |
| 2015      | Tom Johnson                              |
| 2015-2016 | Stefan Sappenberghs                      |
| 2016-2017 | Stefan Sappenberghs Ferried Naciri       |
| 2017-2018 | Ferried Naciri Chris Mayes Eddy Casteels |
| 2018-2024 | Eddy Casteels                            |
| 2024-     | Kristof Michiels                         |

## Erelijst
- Beker van België: 2005 (tegen Spirou Charleroi 87-80)
  - Finalist: 1990, 1994, 2025
- Tweede klasse: 1999, 2003 (Als Wilsele)
- Belgian Supercup Basketbal
  - Finalst: 1990, 1994, 2005

## Resultaten
| Seizoen | Niv. | Comp.             | Pos. | Play-offs | Beker van België | Europa                              | A  | G  | V   | Naam                              |
| ------- | ---- | ----------------- | ---- | --------- | ---------------- | ----------------------------------- | -- | -- | --- | --------------------------------- |
| 1980–81 | 3    | Derde Nationale A | 5    | –         | –                | –                                   | 26 | 10 | 16  | Standard AHZ Leuven               |
| 1981–82 | 3    | Derde Nationale B | 7    | –         | –                | –                                   | 26 | 13 | 13  | Standard AHZ Leuven               |
| 1982–83 | 3    | Derde Nationale A | 1    | –         | –                | –                                   | 26 | 23 | 3   | Standard AHZ Leuven               |
| 1983–84 | 2    | Tweede Nationale  | 4    | –         | –                | –                                   | 26 | 15 | 11  | Standard AHZ Leuven               |
| 1984–85 | 2    | Tweede Nationale  | 1    | –         | –                | –                                   | 26 | 22 | 4   | Standard AHZ Leuven               |
| 1985–86 | 1    | Eerste Nationale  | 11   | –         | –                | –                                   | 26 | 7  | 196 | Raifeissen Leuven                 |
| 1986–87 | 1    | Eerste Nationale  | 12   | –         | –                | –                                   | 26 | 6  | 20  | Cera Leuven                       |
| 1987–88 | 2    | Tweede Nationale  | 7    | –         | –                | –                                   | 26 | 13 | 13  | Cera Leuven                       |
| 1988–89 | 2    | Tweede Nationale  | 2    | –         | –                | –                                   | 26 | 22 | 4   | Cera Leuven                       |
| 1989–90 | 1    | Eerste Nationale  | 10   | –         | –                | –                                   | 26 | 10 | 16  | Durox Leuven BC                   |
| 1990–91 | 1    | Eerste Nationale  | 5    | –         | -                | Europabeker bekerwinnaars : Ronde 1 | 24 | 13 | 11  | Durox Leuven BC                   |
| 1991–92 | 1    | Eerste Nationale  | 10   | –         | –                | Korac Beker : Tweede ronde          | 26 | 10 | 16  | Durox Leuven BC                   |
| 1992–93 | 1    | Eerste Nationale  | 2    | –         | –                | -                                   | 26 | 19 | 7   | ABB Leuven BBC                    |
| 1993–94 | 1    | Eerste Nationale  | 7    | –         | –                | Korac Beker : Derde ronde           | 26 | 14 | 12  | ABB Leuven BBC                    |
| 1994–95 | 1    | Eerste Nationale  | 9    | –         | –                | Europen Cup : Eerste ronde          | 26 | 11 | 15  | ABB Leuven BBC                    |
| 1995–96 | 1    | Eerste Nationale  | 11   | –         | –                | –                                   | 26 | 11 | 15  | ABB Leuven BBC                    |
| 1996–97 | 1    | Eerste Nationale  | 12   | –         | –                | –                                   | 26 | 9  | 17  | ABB Leuven BBC                    |
| 1997–98 | 1    | Eerste Nationale  | 13   | –         | –                | –                                   | 26 | 10 | 16  | ABB Leuven BBC                    |
| 1998–99 | 2    | Tweede Nationale  | 1    | –         | –                | –                                   | 26 | 24 | 8   | KBC Basket Leuven                 |
| 1999–00 | 1    | Eerste Nationale  | 7    | –         | –                | –                                   | 26 | 13 | 13  | Telindus Basket Leuven            |
| 2000–01 | 1    | Eerste Nationale  | 10   | –         | –                | –                                   | 22 | 11 | 15  | Telindus Basket Leuven            |
| 2001–02 | 1    | Eerste Nationale  | 11   | –         | –                | –                                   | 28 | 4  | 24  | Vastiau Godeau Leuven             |
| 2002–03 | 1    | Eerste Nationale  | 7    | –         | –                | –                                   | 26 | 12 | 14  | Vastiau Godeau Leuven             |
| 2003–04 | 1    | Eerste Nationale  | 9    | –         | –                | –                                   | 36 | 7  | 29  | Vastiau Basket Groot Leuven       |
| 2004–05 | 1    | Eerste Nationale  | 6    | –         | –                | –                                   | 36 | 18 | 18  | Passe Partout Basket Groot Leuven |
| 2005–06 | 1    | Eerste Nationale  | 8    | –         | –                | –                                   | 32 | 8  | 24  | Passe Partout Basket Groot Leuven |
| 2006–07 | 1    | Eerste Nationale  | 10   | –         | –                | –                                   | 36 | 10 | 26  | Passe Partout Basket Groot Leuven |
| 2007–08 | 1    | Eerste Nationale  | 9    | –         | –                | –                                   | 36 | 9  | 27  | Spotter Basket Groot Leuven       |
| 2008–09 | 1    | Eerste Nationale  | 6    | –         | –                | –                                   | 32 | 14 | 18  | Spotter Basket Groot Leuven       |
| 2009–10 | 1    | Eerste Nationale  | 9    | –         | –                | –                                   | 32 | 9  | 23  | Passe Partout Leuven Bears        |
| 2010–11 | 1    | Eerste Nationale  | 6    | –         | –                | –                                   | 32 | 13 | 19  | Stella Artois Leuven Bears        |
| 2011–12 | 1    | Eerste Nationale  | 6    | –         | –                | –                                   | 32 | 14 | 18  | Stella Artois Leuven Bears        |
| 2012–13 | 1    | Eerste Nationale  | 6    | –         | –                | –                                   | 28 | 9  | 19  | Stella Artois Leuven Bears        |
| 2013–14 | 1    | Eerste Nationale  | 7    | –         | –                | –                                   | 36 | 17 | 19  | Stella Artois Leuven Bears        |
| 2014–15 | 1    | Eerste Nationale  | 11   | –         | –                | –                                   | 28 | 4  | 24  | Stella Artois Leuven Bears        |
| 2015–16 | 1    | Eerste Nationale  | 11   | –         | –                | –                                   | 30 | 6  | 24  | Stella Artois Leuven Bears        |
| 2016–17 | 1    | Eerste Nationale  | 9    | –         | –                | –                                   | 36 | 9  | 27  | Stella Artois Leuven Bears        |
| 2017–18 | 1    | Eerste Nationale  | 10   | –         | –                | –                                   | 36 | 7  | 29  | Stella Artois Leuven Bears        |
| 2018–19 | 1    | Eerste Nationale  | 9    | –         | –                | –                                   | 36 | 10 | 26  | Stella Artois Leuven Bears        |
| 2019–20 | 1    | Eerste Nationale  | 6    | –         | –                | –                                   | 17 | 8  | 9   | Stella Artois Leuven Bears        |
| 2020–21 | 1    | Eerste Nationale  | 6    | Ronde 1   | –                | –                                   | 26 | 12 | 14  | Stella Artois Leuven Bears        |

## Europese wedstrijden
- Europees
  - 1990-1991: FIBA European Cup Winner's Cup: uitgeschakeld in 1ste ronde tegen Ovarense Basquetebol (Portugal)

```
  Ovarense - Durox Leuven : 95-88
   
  Durox Leuven - Ovarenses: 65-79
```

- - 1991-1992: FIBA Korac Cup: 1ste ronde gewonnen tegen Pallacanestro Bellinzona (Zwitserland) met 187-186 ; 2de ronde uitgeschakeld door Fórum Valladolid (Spanje) met 160-184
  - 1993-1994: FIBA Korac Cup: 1ste ronde vrij; 2de ronde gewonnen tegen Helios Domžale (Slovenië) met 162-173; 3de ronde uitgeschakeld door Fenerbahçe (Turkije) met 173-189
  - 1994-1995: FIBA Europen Cup: uitgeschakeld in 1ste ronde tegen Norrköping Dolphins (Zweden) met 170-181
- FIBA EuroCup
  - 2005-2006: 4de in groep B

## Individuele prijzen
- Ster van de Coaches
  - 2019-2020:  Hugh Robertson

- Coach van het jaar
  - 1992-1932:  Tony Souveryns

- Speler van het Jaar
  - 1992-1993:  Herman Bruyninckx

- Belofte van het Jaar
  - 2003-2004: 	 Kevin Roelandts
  - 2016-2017: 	 Ismael Bako
  - 2019-2020: 	 Seppe D'Espallier

- MVP van de supportersclub
  - 2007-2008: 	 Lionel Bosco
  - 2008-2009: 	 J.J. Miller
  - 2009-2010: 	  Chris Young
  - 2010-2011: 	 Ade Dagunduro
  - 2011-2012: 	 Ian Hanavan
  - 2012-2013: 	 Niels Marnegrave
  - 2013-2014: 	 Jason Westrol
  - 2014-2015: 	 Jason Westrol
  - 2015-2016: 	/ (niet uitgereikt)
  - 2016-2017: 	 Codi Miller-McIntyre
  - 2017-2018: 	 Anthony Lambot
  - 2018-2019: 	 Hugh Robertson
  - 2019-2020: 	/ (niet uitgereikt)
  - 2020-2021: 	 Joshua Heath
  - 2021-2022: 	 Joshua Heath
  - 2022-2023: 	 KeVaughn Allen
  - 2023-2024: 	 Tyreke Key
  - 2024-2025:   Noah Freidel

- All Time Legend
  - 2003-2023: 	 Wim Vuchelen

## Bekende (oud)-spelers
- Lionel Bosco
- Dror Hajaj
- Kevin Houston
- Ron Lewis
- Didier Ilunga Mbenga
- Roel Moors
- JJ Miller
- Christopher Young
- Ian Hanavan
- Niels Marnegrave
- Codi Miller-McIntyre
- Hugh Robertson
- Jason Westrol
- Jamel McLean
- John Tofi
- Brandan Stith
- Ade Dagunduro
- Demario Anderson
- Bradford Burgess
- Hans Vanwijn
- Ismaël Bako
- Ibrahima Fall Faye
- Ryan Kriener

## Voetnoten
Aalst · Antwerpen · Bemmel · Bergen · Brussel · Charleroi · Den Bosch · Den Helder · Groningen · Hasselt · Kortrijk · Leeuwarden · Leiden · Leuven · Mechelen · Oostende · Rotterdam · Weert · Zwolle